# 液相線と固相線
純物質は特定の融点をもつが、混合物は固相線温度（こそうせんおんど、英: solidus temperature, TS, Tsol）において部分的に融解し、それよりも高い液相線温度（えきそうせんおんど、英: liquidus temperature, TL, Tliq）において完全に融解することがしばしばある。固相線温度は常に液相線温度よりも低いが、必ずしも一致はしない。固相線温度と液相線温度にギャップがあるばあい、これを凝固区間と呼び、この区間内では固相と液相が（スラリーのように）共存する。このような系の例として、地球における上部マントルの主成分であるカンラン石（苦土カンラン石と鉄カンラン石の固溶体）があげられる。

## 定義

αとβの混合物からなる固溶体の状態平衡図。上側の曲線が液相線、下側の曲線が固相線である。

化学、材料工学、および物理学において、液相線温度とはその温度よりも高温においては物質が完全に液相となる温度をいう。これはすなわち結晶が融解液と熱平衡状態で共存しうる最大温度である。固相線はある物質がその温度を下回ると完全に固体となる（結晶化する）温度の軌跡（相図上の曲線）である。固相線温度はある物質がその温度を下回ると完全に固体となる温度であり、融解液が結晶と熱平衡状態で共存しうる最低温度である。
液相線と固相線はほとんどの場合非純物質（混合物）、例えばガラス、合金、セラミックス、岩石、鉱物について用いられる。液相線と固相線は二元固溶体の状態図や共晶系の状態図の不変点以外にあらわれる。

### 区別がなくなる場合
元素の単体や化合物、たとえば純銅、純水などでは固相線温度と液相線温度は一致し、かわりに融点と呼ばれる。
ある特定の温度で融解する混合物も知られており、このときその混合物は調和融解するという。共晶混合物がその一例であり、特定の混合比では液相線と固相線が不変点と呼ばれるある1点で重なる。この不変点においては混合物は共晶反応を置こし、両方の固体が同一の温度で融解する。

## モデル化と測定
液相線と固相線を予測するため、様々な系についてたくさんのモデルが使われている。
固相線と液相線を詳細に測定するには、示差走査熱量測定や示差熱分析と呼ばれる手法が用いられる。

## 影響
合金、蜂蜜、ソフトドリンク、アイスクリームなどの非純物質では融点は融解区間に広がる。温度がこの区間内にある場合、「スラリー」が熱平衡状態にある。つまり、スラリーは完全に固まることも完全に融けることもない。山頂の純度の高い新雪は固まるか融けるかのどちらかなのに対して、都市の汚れた雪は特定の温度ではぬかるんだ雪になるのはこのためである。溶接時に母材もしくは電極からの硫黄を多く含んだ溶融池は、融解区間がきわめて広くなることが多く、このため高温割れのリスクが高まる。

### 冷却時のふるまい
液相線よりも上では、物質は均一な液体として熱平衡状態にある。系を液相線よりも冷却するとき、物質によるが十分長い時間をおけば、融解液中に結晶が生じる。そうではなく、十分に急速に冷却を行ったばあい、結晶化が速度論的に阻害され、均一なガラスが得られる。
ある物質を液相線を下回って冷却した際に最初に結晶化する結晶相は初相と呼ばれる。The composition range within which the primary phase remains constant is known as primary crystalline phase field.
ガラスの融解過程および成形過程においては、結晶化が製品の破壊につながる重大な問題になるため、液相線温度はガラス産業において重要である。